# Maudite soit la guerre
Maudite soit la guerre (br: Maldita Seja a Guerra! / pt: Maudite soit la guerre) é um filme belga lançado em maio de 1914, cuja direção é de Alfred Machin e produção da empresa Pathé Fréres. A película utilizado para rodar o filme foi a de 35 mm, sendo um filme de média-metragem de 50 minutos.
O filme é uma grande produção, com enormes recursos materiais e financeiros disponíveis para o diretor francês Alfred Machin, que contou com o apoio do exército belga, que por sua vez disponibilizou dois batalhões de infantaria, além de um arsenal de armas militares, aeronaves e consultores militares.
Maldita seja a guerra possui os gêneros de ação, drama e guerra, sendo filmado em 1913 e lançado, entre maio e junho de 1914 em várias capitais europeias e nas Américas.
Com um enredo futurista para a época, pois retrata os aviões (aparelho com pouco mais de 10 anos de sua invenção e até então nunca utilizados desta forma) como verdadeiras armas de guerra, e com o início da Primeira Guerra Mundial, dois meses depois do seu lançamento, quando seriam criadas unidades aéreas por todos os países envolvidos neste conflito a partir de 1915, os exibidores utilizam como motes para a publicidade do filme, o slogam "a guerra do futuro". Com isto, Maudite soit la guerre ficou em cartaz por longas temporadas nas salas de exibição, algo incomum para a década de 1910. Outra novidade é a sua coloração, pois foi filmado em película em preto e branco (única tecnologia existente para a época) e colorizada a mão, quadro a quadro, com a Pathé Fréres alegando ser a criadora desta tecnologia.

## Sinopse
Melodrama lançado a dois meses antes a Primeira Guerra Mundial, descreve uma guerra entre duas potências imaginárias, a rivalidade entre dois pilotos e mostra batalhas de planadores triplanos, biplanos e balões nos céus da Europa.

## Elenco
- Suzanne Berni
- Baert
- Albert Hendrickx
- Fernand Crommelynck
- Nadia D'Angely
- Zizi Festerat
- Gilberte Legrand
- Willy Maury
- Henri Goidsen
- Cécile May
- Blanche Montel
- Albert Dieudonné
- Germaine Lecuyer

## Ligação externa
- Maudite soit la guerre. no IMDb.